# Grabbism
Grabbism eller Ta-hit-ism (kinesiska: 拿来主义, pinyin: nalaizhuyi), förhållningssätt myntat och förespråkat av den kinesiske författaren och kritikern Lu Xun i början av 1900-talet som ett inlägg i den då rasande debatten om hur Kina borde förhålla sig till det egna kulturarvet och till västerländskt inflytande. Enligt den radikale Lu Xun borde Kina "grabba tag" i allt som är bra för Kina oavsett ursprung.